# ریکی هویی
ریکی هویی (انگلیسی: Ricky Hui؛ ۳ اوت ۱۹۴۶ – ۸ نوامبر ۲۰۱۱) بازیگر، خواننده اهل هنگ کنگ بود.
از فیلم‌ها یا مجموعه‌های تلویزیونی که وی در آن‌ها نقش داشته‌است، می‌توان به ۱۴ زن سلحشور، کارآگاهان خصوصی، بازرسان دامن‌پوش و معجزه اشاره نمود.